# Teodor d'Hermòpolis
Teodor d'Hermòpolis (Theodorus,  Θεόδωρος) fou un advocat romà d'Orient nadiu d'Hermòpolis Magna a la Tebaida. Va exercir a Constantinoble on va escriure uns comentaris sobre el Digest, les Novellae i el Codi de Justinià. Va viure en el regnat de Flavi Tiberi Maurici i va compondre un breviari sobre una col·lecció de 168 Novellae. Alguns fragments de la seva obra apareixen a la Basilica.